# L'Abandonnée
Ne doit pas être confondu avec L'Abandonné.
Pour plus de détails, voir Fiche technique et Distribution.
 L'Abandonnée (Emmy of Stork's Nest) est un film américain réalisé par William Nigh et sorti en 1915.

## Fiche technique
- Réalisation : William Nigh
- Scénario : d'après Stork's Nest de J. Breckenridge Ellis
- Production : Columbia Pictures Corporation
- Distributeur : Metro Pictures
- Durée : 50 minutes (5 bobines)[1]
- Date de sortie :
  - États-Unis : 11 octobre 1915

## Distribution
- Mary Miles Minter : Emmy Garrett
- Niles Welch : Benton Cabot
- Charles Prince : Bije Stork
- William Cowper : Si Stork
- Mathilde Brundage : Crisshy Stork